# Dunira diplogramma
Dunira diplogramma là một loài bướm đêm trong họ Erebidae.